# Cleo Hill
Cleo Hill (Newark, Nueva Jersey, 24 de mayo de 1938-Orange, Nueva Jersey, 10 de agosto de 2015) fue un baloncestista estadounidense que disputó una temporada en la NBA. Con 1,85 metros, jugaba en la posición de base. Es el primer jugador salido de una universidad exclusiva para afroamericanos en ser elegido en una primera ronda del Draft de la NBA.

## Trayectoria deportiva

### Universidad
Jugó durante cuatro temporadas con los Rams de la Universidad Winston-Salem State, un centro históricamente para negros, donde consiguió 2.488 puntos a lo largo de su carrera, con unos promedios de 23,2 puntos y 6,8 rebotes por partido. En 1961 llevó a su equipo a ganar el título de su conferencia, la CIAA, tras promediar 26,7 puntos por encuentro.

### Profesional
Fue elegido en la octava posición del Draft de la NBA de 1961 por St. Louis Hawks, donde desde un primer momento sintió el rechazo racista de sus compañeros, en especial de Bob Pettit y Cliff Hagan, que se quejaron a los propietarios del equipo de que el nuevo jugador lanzaba demasiadas veces a canasta. Dado el peso específico de ambos jugadores en el equipo, el entrenador, Paul Seymour fue aconsejado por los propietarios para que cambiara el rol de Hill en el equipo, a lo que este se negó, siendo inmediatamente despedido. Hill no volvió a jugar ni un minuto más en la NBA.
En los 58 partidos que llegó a disputar como profesional, promedió 5,5 puntos, 3,1 rebotes y 2,0 asistencias por encuentro.

#### Estadísticas

##### Temporada regular
| Temp.   | Edad | Equipo   | Liga | P  | TIT | MIN  | TC  | TCA | %TC  | TL  | TLA | %TL  | R.OF. | R.DEF. | REB | ASIS | FP  | PTS |
| 1961-62 | 23   | St.Louis | NBA  | 58 |     | 18.1 | 1.8 | 5.3 | .346 | 1.8 | 2.4 | .774 |       |        | 3.1 | 2.0  | 1.7 | 5.5 |
| Total   |      |          | NBA  | 58 |     | 18.1 | 1.8 | 5.3 | .346 | 1.8 | 2.4 | .774 |       |        | 3.1 | 2.0  | 1.7 | 5.5 |

## Vida posterior
Tras retirarse del baloncesto en activo, llegó a ser entrenador principal de la pequeña universidad Essex Junior College de su ciudad natal.